# جهان کتاب
انتشارات جهان کتاب، که به نام کامل مؤسسه فرهنگی هنری جهان کتاب نیز شناخته می‌شود، یک مؤسسه انتشاراتی کتاب در ایران است که توسط طلیعه خادمیان و زیر نظر مجید رهبانی و فرخ امیرفریار از مهر ۱۳۷۴ فعالیت خود را با هدف نقد و معرفی کتاب‌های تازه نشریافته و نیز بررسی مسائل نشر ایران آغاز کرده‌است. نخستین شماره مجله جهان کتاب در ۱۴ مهر ماه ۱۳۷۴ منتشر شد. مؤسسه فرهنگی - هنری جهان کتاب علاوه بر انتشارات «جهان کتاب»، ناشر ماهنامهٔ «جهان کتاب» نیز هست. «جهان کتاب» ماهنامه‌ای است با روش خبری، آموزشی و اطلاع‌رسانی. انتشار «کتاب‌های نقاب» که مجموعه‌ای از داستان‌های پلیسی و جنایی است، از جمله فعالیت‌های این مؤسسه است.

## جوایز و افتخارات
در ۱۳۹۸ کتاب میجی؛ امپراتوری ژاپن و دنیای او (۱۹۱۲–۱۸۵۲) تألیف دونالد کین، ترجمه هاشم رجب‌زاده، در گروه کتاب‌های گروه تاریخ و جغرافیا مجوز ورود به مرحله نیمه نهایی سی و هفتمین دوره جایزه کتاب سال جمهوری اسلامی ایران را دریافت کرد.
خانه کتاب جمهوری اسلامی ایران در ۱۵ اسفند ۱۳۹۴ آیین گرامیداشت ۲۰ سال انتشار نشریه جهان کتاب را با حضور مجید غلامی‌جلیسه، سید فرید قاسمی، عنایت سمیعی، مجید رهبانی و نوش‌آفرین انصاری، طلیعه خادمیان و جمعی از نویسندگان در سرای اهل قلم برگزار کرد. در این مراسم، از دو کتاب «درگذشتگان کتاب‌آفرین به روایت جهان کتاب» و «نشر و کتاب به روایت جهان کتاب» که گزیده‌هایی از مقالات بیست ساله جهان کتاب بودند، رونمایی شد.
مؤسسه جهان کتاب در آذر ۱۳۸۰ (۲۰۰۱) موفق به دریافت جایزه بنیاد پرنس کلاوس هلند شد. در بیانیه بنیاد پرنس کلاوس آمده‌است: «مجله جهان کتاب زمینه‌ای برای انتقاد فرهنگی در ایران را ارائه می‌دهد. علاوه بر بحث در مورد عناوینی که به زبان فارسی نوشته شده‌است، این «جهان کتاب» به بررسی نشر کتاب در سایر مناطق آسیا و سایر نقاط جهان نیز می‌پردازد. مقاله‌هایی که در هر شماره از آن منتشر می‌شود، نقش مهمی در بحث فرهنگی در ایران دارند».